# مینستر لاول
مینستر لاول (به انگلیسی: Minster Lovell) یک روستا و محله مدنی در بریتانیا است که در آکسفوردشر غربی واقع شده‌است. مینستر لاول ۱٬۴۰۹ نفر جمعیت دارد.